# Cárcheles
Cárcheles es un municipio español de la provincia de Jaén, Andalucía. Situado en la comarca de Sierra Mágina, está formado por las localidades de Cárchel y Carchelejo, que hasta 1975 fueron municipios independientes. Está emplazado en la ladera noreste de las Sierras de los Grajales y de Alta Coloma, descendiendo hasta el río Guadalbullón. Cuenta con una población de 1293 habitantes (INE 2024), los cuales están repartidos entre los dos núcleos de población principales que conforman el municipio.

## Historia

### Orígenes y formación
La primera documentación escrita que se conoce a cerca de los tres núcleos (Carchelejo, Cárchel y Cazalla) y cuyo III Centenario de su creación como municipio independiente se conmemoró en 1996, está fechada en la época de la conquista de estas tierras por los reyes castellanos.
Hacia la segunda mitad del siglo XIII - 1256 -, Alfonso X el Sabio donó al Obispo de Jaén el Castillo de Cárcheles, cuyas ruinas se ubican en lo que conocemos como Castillejo.
En 1271, aparece un señorío que poseía don Día Sánchez, sobre Cárchel y Cazalla, enclaves fronterizos que en pocos años conocieron diversas jurisdicciones, pasan por varios propietarios y a finales del siglo XV pertenecen de nuevo al Obispado de Jaén.
En 1485, lo Reyes Católicos conquistan la villa de Cambil y pasa a depender esta villa de la ciudad de Jaén. En 1558, Cambil, se separa de la jurisdicción de Jaén y cuando se decide el deslinde y amojonamiento del nuevo término surgido, quedan incluidos en éste los cortijos de Carchelejo, Cárchel y Cazalla. Tenemos pues, en pleno siglo XVI, a nuestros núcleos que son unos cortijos que pertenecían al término de Cambil, y con una demografía de 12 vecinos Cárchel, 33 vecinos Carchelejo y 26 vecinos Cazalla.
El reinado de Carlos II (1665-1700) es una de las épocas más tristes que haya conocido España. Está prácticamente desmembrada y la economía está arruinada. En este contexto histórico, cuando ante los agobios financieros de la Hacienda Real, decide vender estos lugares a Don Antonio de Arellano y Contreras, en la cantidad de tres millones de maravedís, equivalentes a ochomil ducados. En 1696, y tras varios años de pleitos, decide volver a reintegrarlos a la Corona de España. Pero al hacerlo de nuevo realengos los exime de la jurisdicción de Cambil, y pasan a formar un nuevo Concejo, desde el 24 de mayo de 1696. La casa del Concejo, es decir el Ayuntamiento, se instaura en Carchelejo, ya que en esta época era el núcleo de mayor entidad demográfica. Así que para nuestros núcleos finaliza el siglo XVII, el siglo de la decadencia en España, formando un nuevo municipio con centro administrativo en Carchelejo.

### SigloXVIII
Carchelejo que tiene a comienzos de siglo 388 habitantes y entre mediados y finales de este mismo siglo una población de 1024 habitantes es un pueblo donde la mayor parte de su población se dedica al sector agropecuario y el resto de la población está vinculado al campo de una manera u otra, hay que tener en cuenta que la tierra se repartía entre tres tipos de propietarios: particulares, comunales y de la Iglesia.
Con respecto a la propiedad particular, estaba desigualmente repartida, si tenemos en cuenta que de todos los propietarios, en torno al 50 % poseían solo el 1´76 % del total de la tierra. En cambio, solo dos propietarios poseían más del 50 % de la tierra. En Carchelejo, las propiedades de la Iglesia alcanzan un porcentaje de 5´78 % del total de la tierra del término, siendo una proporción baja comparada con la nacional.
La vida en el municipio giraba en torno a dos ejes: el sistema de Administración local y la Iglesia: fiestas, asistencia, educación, etcétera, ya que el Estado no asumía ninguna de estas funciones.
Carchelejo en este siglo pertenecía al Corregimiento de Jaén, y es a éste Corregidor a quién pertenecía la administración de la Justicia Civil y Criminal.
El Concejo del lugar de Carchelejo y sus anejos lo formaban los siguientes cargos: los Alcaldes Ordinarios, máxima autoridad en el gobierno municipal; tres Regidores, cuyas funciones serían equivalentes alas de los actuales concejales; un Alcalde de la Santa Hermandad, encargado de organizar y recabar personas, en un caso urgente, para perseguir bandidos y malhechores; un Alguacil Mayor, un Sindico Personero, defensor de los intereses de la comunidad ante abusos o desvíos cometidos por el Cabildo.
Las disposiciones económicas del Concejo de Carchelejo eran mínimas pues no percibía renta alguna ni tenía propios ni dehesas, de ahí que los costes derivados de las tareas anteriores correrían a cargo de los vecinos. Al igual las fiestas, como la Festividad del Corpus, que era costeada a expensas de los vecinos por devoción.
Importante resaltar el tema impositivo. Había dos clases de Impuestos:
-Los que percibía la Hacienda Real.
-Los que recaudaba la Iglesia en concepto de diezmo.

### SiglosXIXyXX
En el siglo XIX, el hecho de mayor relevancia es la separación administrativa del núcleo de Cárchel. Separación que resultó traumática para ambas localidades.
Fue iniciada a instancias de Antonio de Almazán, segundo regidor del Concejo de Carchelejo y vecino de Cárchel, en el año 1841. La consumó en el mes de abril de 1843.
Durante el proceso el cura don Manuel García fue separado y desterrado a la distancia de seis leguas de su curato, por el gobernador del Obispado de Jaén, dadas sus implicaciones políticas en dicho proceso.
Entre los siglos XIX y XX, ambas poblaciones siguen creciendo demográficamente. En 1899 la cifra de habitantes ascendía a 2565 para alcanzar el máximo en 1930 con 3652 habitantes.
Este máximo esplendor demográfico de los dos núcleos comienza a decaer a partir de la guerra civil, debido al descenso de natalidad durante este período.
La emigración definitiva de familias, a final de la década de los cincuenta y sobre todo en los años sesenta, a países extranjeros y en España al País Vasco, Madrid y Cataluña, estuvo motivada por el pobre desarrollo agrícola de la comarca, propio de todas las zonas que dependen de un monocultivo, que hace muy vulnerable la economía de estos pueblos ante años de malas cosechas y por el carácter estacional del cultivo del olivo. Un cultivo escaso en el siglo XVIII, pero que a lo largo del XIX y, principalmente, en el siglo XX se convierte en el cultivo esencial.
Las consecuencias del monocultivo del olivo en la zona son:
-Altas tasas de desempleo, siendo la emigración la única salida para mejorar el nivel de vida de las familias.
-Envejecimiento de la población que queda, pues emigran las personas jóvenes y más activas, lo que da lugar a una reducción del crecimiento vegetativo, pasando de un índice del 19,6 % en 1930 a 2,8 % en 1970 y llegando a ser nulo en 1980.
Ante esta cruda realidad económica y demográfica, por Decreto 450/74 de 7 de febrero de 1974 (BOE n.º 44 de 20 de febrero de 1974), se fusionan los municipios de Carchelejo y Cárchel, formando un solo municipio como había ocurrido hasta 1843, pero ahora con la denominación de los Cárcheles.

## Demografía
| Gráfica de evolución demográfica de Carchelejo entre 1842 y 1970 |
| |
| Población de derecho según los censos de población del INE. Población de hecho según los censos de población del INE.En 1857 disminuye el término del municipio porque independiza a Cárchel. En 1974 este municipio desaparece porque se agrupa en el municipio Cárcheles. |

| Gráfica de evolución demográfica de Cárchel entre 1857 y 1970 |
| |
| Población de derecho según los censos de población del INE. Población de hecho según los censos de población del INE.En 1857 aparece este municipio porque se segrega del municipio Carchelejo. En 1974 este municipio desaparece porque se agrupa en el municipio Cárcheles. |

Cuenta con una población de 1293 habitantes (INE 2024).
| Gráfica de evolución demográfica de Cárcheles entre 1981 y 2021 |
| |
| Población de derecho según los censos de población del INE. Población de hecho según los censos de población del INE.En 1974 aparece este municipio porque se fusionan los municipios Cárchel y Carchelejo. |

## Economía
La base de la economía carchuna es el cultivo del olivar, al igual que en la mayoría de localidades jiennenses. Destaca también como actividad económica la industria cárnica de transformados del cerdo, de muy buena calidad. En la parte noroeste existen pastos permanentes destinados a la ganadería.

### Evolución de la deuda viva municipal
El concepto de deuda viva contempla sólo las deudas con cajas y bancos relativas a créditos financieros, valores de renta fija y préstamos o créditos transferidos a terceros, excluyéndose, por tanto, la deuda comercial.
| Gráfica de evolución de la deuda viva del Ayuntamiento de Cárcheles entre 2008 y 2023                |
| |
| Deuda viva del Ayuntamiento de Cárcheles, en miles de euros, según datos del Ministerio de Hacienda. |

## Comunicaciones
El municipio de Cárcheles se encuentra a unos 30 kilómetros de la ciudad de Jaén, desde la que se puede llegar tomando la A-44 en dirección a Granada-Motril, para luego coger la salida 59 y enlazar con la JA-3206.

## Escudo y bandera
Una vez que el municipio de Cárcheles quedó constituido como tal en 1974, era necesario elaborar un escudo y una bandera que le diera identidad corporativa al mismo.
Con tal motivo, los historiadores Andrés Nicás y Jorge González elaboraron, en 1996, un informe técnico para la rehabilitación del escudo y la bandera de Cárcheles y enviado para su aprobación a la Real Academia de Ciencias, Bellas Artes y Nobles Artes de Córdoba, organismo competente para el estudio de las insignias relativas a los ayuntamientos de Andalucía.
El escudo de Cárcheles sintetiza elementos de las insignias de los dos núcleos de población a los que comprende y presenta las siguientes características:
-Contorno español.
-Torre en campo de color rojo.
-A la derecha de la torre una llave y a la izquierda, una escalera que se apoya en ella.
Todo el conjunto se encuentra coronado por una corona real española de oro y pedrería. La bandera contiene el escudo. Es de color verde oliva y tiene forma rectangular, con una proporción de tres módulos de larga por dos de ancha.

## Organización político-administrativa

### Resultados electorales
| Elecciones municipales desde 1979                      |      |      |      |      |      |      |      |      |      |      |      |      |
|                                                        | 1979 | 1983 | 1987 | 1991 | 1995 | 1999 | 2003 | 2007 | 2011 | 2015 | 2019 | 2023 |
| AP/PP                                                  | -    | 5    | 2    | 3    | 4    | 5    | 5    | 6    | 5    | 5    | 0    | 5    |
| PSOE                                                   | 3    | 4    | 4    | 6    | 4    | 4    | 4    | 3    | 4    | 4    | 4    | 3    |
| JM+                                                    | -    | -    | -    | -    | -    | -    | -    | -    | -    | -    | -    | 1    |
| PCE/IU                                                 | 1    | 0    | -    | 0    | 1    | -    | -    | 0    | -    | -    | -    | -    |
| IND                                                    | -    | -    | 3    | -    | -    | -    | -    | -    | -    | -    | -    | -    |
| C's                                                    | -    | -    | -    | -    | -    | -    | -    | -    | -    | -    | 5    | -    |
| UCD                                                    | 7    | -    | -    | -    | -    | -    | -    | -    | -    | -    | -    | -    |
| En negrilla el partido más votado                      |      |      |      |      |      |      |      |      |      |      |      |      |
| Fuente: Datos de las elecciones municipales desde 1979 |      |      |      |      |      |      |      |      |      |      |      |      |

### Alcaldía
| Periodo   | Nombre                                                    | Partido                                            |
| --------- | --------------------------------------------------------- | -------------------------------------------------- |
| 1979-1983 | Juan José Siles Chica                                     |                                                    |
| 1983-1987 | Juan José Siles Chica                                     | 1983-1989                                          |
| 1987-1991 | Antonio González Ruiz                                     |                                                    |
| 1991-1995 | Antonio González Ruiz                                     |                                                    |
| 1995-1999 | Enrique Puñal Rueda                                       | Logo del PP desde 1993 hasta 2001                  |
| 1999-2003 | Enrique Puñal Rueda                                       | Logo del PP desde 1993 hasta 2001                  |
| 2003-2007 | Enrique Puñal Rueda                                       |                                                    |
| 2007-2011 | Enrique Puñal Rueda                                       | Logo del PP desde 2008 hasta 2015                  |
| 2011-2015 | Enrique Puñal Rueda                                       | Logo del PP desde 2008 hasta 2015                  |
| 2015-2019 | Enrique Puñal Rueda Nota: Pasa a los no adscritos en 2018 | Logo del PP desde el 9 de julio de 2015 hasta 2019 |
| 2019-2023 | Enrique Puñal Rueda                                       |                                                    |
| 2023-act. | Enrique Puñal Rueda                                       |                                                    |

## Patrimonio histórico

### Ruinas de Castillejo
El Castillejo de Cárchel es de origen musulmán y en los aledaños han aparecido multitud de fragmentos de cerámica hispano-musulmana vidriada y sin vidriar, y entre todos los restos arqueológicos encontrados en la zona, destaca la cabeza de una figurilla de barro cocido, encontrada en 1997 por el niño José M. Ruiz. Posiblemente se trate de una pervivencia de los exvotos ibéricos en época musulmana.

### Ruinas de Castellón
En Cazalla hay un conjunto arqueológico formado por una necrópolis, con unas 15 tumbas perfectamente identificadas. Además está constatada la existencia de un poblado junto a la necrópolis, así como una fortaleza o torreón defensivo, actualmente llamado Castellón.
En la Venta de la Ramona se constata la existencia de un asentamiento romano, donde se han encontrado numerosos restos de tégulas romanas.

### Convento de Cazalla
Desde el siglo XV existía un monasterio de agustinos en el lugar de Cazalla, que en 1578 pasó a ser de la orden de S. Basilio Magno. De dicho convento, alcanzó su máximo esplendor en el siglo XVIII llegando a tener 13 monjes, 3 legos, 8 sirvientes, y más de 200 fanegas de cultivo (130 hectáreas aproximadamente) En cuanto a los restos existentes en la actualidad, solo se conserva una portada, con un arco de medio punto cegado que daba acceso al templo y, sobre él, la estatua de S. Basilio Magno, en una hornacina tapiada hasta la mitad. Es una talla de yeso de proporciones reducidas, que solo deja ver la cabeza del santo titular, con una luenga barba y una mitra. La talla ha sido recientemente restaurada.
Este convento está muy ligado a Nuestra Señora de la Esperanza. A menudo, Nuestra Señora de la Esperanza, es automáticamente asociada a Sevilla y a su Semana Santa. Sin embargo, algo que mucha gente desconoce, es que su origen se sitúe en la provincia de Jaén, concretamente en la comarca de Sierra Mágina, a tenor de algunos estudios y del hallazgo de un documento, de gran importancia sobre este tema.
En la toponimia del convento de Cazalla aparece una referencia a la Virgen Macarena, en el año de 1749, coincidiendo con la época de máximo esplendor de la Orden de los Basilios, como bien refleja el Catastro del Marqués de la Ensenada. Esta acta que presentamos, que se refiere a una guía de transporte de ganado, es el único documento encontrado en el archivo municipal, hasta el momento, donde se confirma algo que avalan estudios anteriores, como el publicado por Rafael Ortega y Sagrista, “El monasterio de Nuestra Señora de la Esperanza, en el barranco de Cazalla, perteneciente a la orden de San Basilio Magno,” donde se determina el origen de tal advocación mariana, la famosa Virgen Esperanza Macarena de Sevilla, en estos lugares.
Lo que si parece constatado plenamente es que el centro difusor de los monjes basilios en el sur peninsular proviene de la comarca de Sierra Mágina, en concreto Mata-Begid y el mencionado Convento de Cazalla, como lo demuestra Vicente Oya, o el libro de Hilario Arenas González "La Macarena de Sevilla". Es aún todo ello una interesante línea de investigación en ciernes.

## Patrimonio monumental

### Iglesia Parroquial de "Nuestra Señora de los Ángeles" de Carchelejo
La actual iglesia parroquial de Carchelejo está construida sobre otra anterior edificada en el último tercio del siglo XVI, según Lázaro Damas.
En 1582, Juan Ruiz Castejo "El Viejo" y su hijo Juan Ruiz Castejón, naturales de Jaén, se comprometen a construir una iglesia diseñada por Francisco de Quesada, maestro mayor de la obra. Según se desprende del contrato, tenía que construirse una iglesia de una nave, con la capilla mayor destacada y separada por arco toral del templo y la sacristía. Parece se que tenía que construirse un campanario en el testero, por lo que el muro tuvo que ser más grueso en este lugar.
El día 9 de octubre de 1680 se produjo un fuerte terremoto que causó graves desperfectos en la iglesia. Durante todo el siglo XVII se realizaron las obras de reconstrucción de la iglesia.
La construcción actual, en estilo neoclásico, se realizó a finales del siglo XVIII.
La fachada restaurada en el siglo XIX presenta una sencilla disposición vertical compuesta.
El presbiterio, que ya había sido ampliado en los años 60 del siglo actual, ha sido recientemente remodelado, con diseño del arquitecto Luis Alonso Salcedo.

### Iglesia Parroquial de "Nuestra Señora de los Remedios" de Cárchel
La iglesia de Cárchel se asienta junto a un antiguo cementerio visigodo y sobre otra iglesia más antigua.
Junto a un patio antiguo de la iglesia, apareció en los años 60 una lápida visigoda que nos documenta la existencia de un enterramiento visigodo en la zona. Esta lápida se encuentra, actualmente expuesta en la Sala Visigoda del Museo Provincial de Jaén.
Echando una ojeada a los elementos constructivos de la iglesia, puede apreciarse que su construcción se ha realizado sobre unos muros anteriores, formados por grandes sillares de piedra pertenecientes a otra iglesia de mayores proporciones, que abarca parte de la actual sacristía y casa del párroco.
La primera noticia que tenemos de la actual, es la que figura en la portada, 1743. Esta portada es de estilo neoclásico y con una pequeña espadaña como campanario. Junto a la iglesia está la casa del párroco.

### Ermita de San Marcos, Carchelejo
Situada en la calle S. Marcos, fue trasladada de su emplazamiento a mediados de la década de los ochenta y su lugar es ocupado en la actualidad por una plaza pública junto a la actual ermita.
De su anterior estructura, solo se ha mantenido el arco de entrada y la pequeña espadaña de piedra, rematada por una cruz del mismo material.

### Ermita de San Marcos, Cárchel
Modificada en el mismo período que la anterior, tiene una pequeña espadaña con una campana pequeña con un arco de medio punto en la entrada y flanqueada por dos ventanas.

### El convento de Cazalla
Desde el siglo XV existía un monasterio de agustinos en el lugar de Cazalla, que en 1578 pasó a ser de la orden de S. Basilio Magno. De dicho convento, como se conocen a los restos existentes en la actualidad, solo queda una portada, con un arco de medio punto cegado que daba acceso al templo y, sobre él, la estatua de S. Basilio Magno, en una hornacina. Es una talla de yeso de proporciones reducidas, con una luenga barba y una mitra, y en su mano derecha un convento. La talla ha sido recientemente restaurada.

## Patrimonio natural
Cárcheles dispone de gran diversidad de parajes naturales como el Barranco del Monasterio, la Cueva del Puerto de las Palomas, Cazalla y el Convento, etcétera, donde realizar excursiones, utilizando toda clase de medios de transporte: a pie, en caballería, bicicleta, moto o coche, etc.
La vegetación autóctona predominante son las encinas y quejigos, monte bajo de romero, lentisco y sabina. Algunas rutas muy conocidas son la Carchelejo- Cazalla- Convento, Cárchel a Carchelejo por el Barranco de la Parrilla o la ascensión a la Cueva del Puerto de las Palomas. En la periferia urbana de los dos núcleos existen varias zonas recreativas, como el Parque de la Fuente, el Haza de la Viuda y las instalaciones deportivas de Carchelejo y Cárchel.
También existe un conjunto de fuentes y abrevaderos construidos en piedra que recuerdan la importancia de las bestias en la vida rural, hasta que los vehículos de motor comenzaron a sustituirlas. Se puede destacar la Fuente de Carchelejo, compuesta por seis pilones.

## Fiestas
- 13 de diciembre: Lumbres de Santa Lucía.
- 17 de enero: Fiesta de San Antón. Lumbres en la tarde-noche del día 16.
- Jueves anterior al último domingo de abril: Llegada de la Hermandad de la Virgen de la cabeza.
- 13 de junio: Verbena de San Antonio de Padua.
- 3 de mayo: Cruces.
- 13-16 de agosto: Fiestas patronales de la Virgen del Rosario y de San Roque.
- 14 de agosto: Avanzadillas de Moros y Cristianos, declaradas de Interés Turístico Regional en Andalucía.
- Último domingo de agosto: Fiesta de la Virgen de los Remedios.